# Changyuraptor
Changyuraptor — рід «чотирикрилих», хижих динозаврів. Він відомий з єдиного викопного зразка, який представляє вид Changyuraptor yangi, який був виявлений у ранньокрейдових (125 мільйонів років) відкладеннях у провінції Ляонін, Китай. C. yangi належить до групи тероподних динозаврів дромеозаврид, які називаються Microraptoria.
На момент свого відкриття C. yangi був найбільшим відомим чотирикрилим динозавром і серед найбільших мезозойських летючих паравіанів, волантових справжніх птахів, які рідко наближалися до його розмірів.

## Опис
Аналіз скам'янілостей в Університеті Кейптауна, Південна Африка, показує, що зразок був цілком дорослою особиною, приблизно 1,2 метра в довжину і важив приблизно 4 кілограми, приблизно розміром з індичку. Ці розміри роблять Changyuraptor найбільшим відомим чотирикрилим мікрорапторином, що перевищує раніше відомі зразки щонайменше на 60 %.
Як і інші мікрорапторини, Changyuraptor мав пір'я по всьому тілу, включаючи передні та задні кінцівки, що створює враження, що він має дві пари крил. Наявність довгого пір'я на всіх чотирьох кінцівках також говорить про те, що ці динозаври могли літати.
Хвіст динозавра довгий і оперений, з кінцевим пір'ям до 29,27 сантиметра у довжину, що дорівнює приблизно 30 % довжини скелета тварини. Ця довжина перевищує попередній рекорд довжини пір'я непташиних динозаврів у 18 см. Вважається, що подовжене хвостове оперення допомогло забезпечити більш м'яке та безпечне приземлення. Вони могли б контролювати крок, властивість, корисну для важчих тварин, які б досягли більшої швидкості ковзання.